# Kleingebiet Dorog
Das Kleingebiet Dorog (ungarisch Dorogi kistérség) war bis Ende 2012 eine ungarische Verwaltungseinheit (LAU 1) innerhalb des Komitats Komárom-Esztergom in Mitteltransdanubien. Im Zuge der Verwaltungsreform wurde das Kleingebiet aufgelöst. Anfang 2013 wurden alle Ortschaften dem Kreis Esztergom (ungarisch Esztergomi járás) zugeordnet.
Im Kleingebiet Dorog lebten Ende 2012 auf einer Fläche von 232,57 km² 38.851 Einwohner. Der Verwaltungssitz befand sich in der einzigen Stadt Dorog (11.905 Ew.), die Großgemeinde Tokod (4.137 Ew.) war die zweitbevölkerungsreichste im Kleingebiet. Die Bevölkerungsdichte lag bei 167 Einwohnern/km².

## Ortschaften
Die folgenden 15 Ortschaften gehörten zum Kleingebiet Dorog:
| Annavölgy | Bajna    | Csolnok  | Dág         | Dorog   |
| Epöl      | Kesztölc | Leányvár | Máriahalom  | Nagysáp |
| Piliscsév | Sárisáp  | Tokod    | Tokodaltáró | Úny     |